# Андре Курнан
Андре Фредерик Курнан (на френски: André Frédéric Cournand) е американски лекар и физиолог от френски произход, лауреат на Нобелова награда за 1956 г.

## Биография
През 1913 г. завършва Сорбоната и след края на Първата световна война, по време на която е санитар на фронта, довършва обучението си, специализирайки неврология, педиатрия и гръдни болести. Защитава дисертация по множествена склероза.

## Научни изследвания
През 1930 г. емигрира в САЩ и през следващите четири години практикува като лекар в болницата „Белвю“ в Ню Йорк. Болницата е учебна за Колежа за лекари и хирурзи към Колумбийския университет, където през 1934 г. Курнан постъпва като преподавател и изследовател. Съвместно с Дикинсън Ричардс изучават газовия състав на кръвта и налягането на кръвта в малкия кръг на кръвообращението (между сърцето и белите дробове). Двамата прилагат върху кучета и шимпанзета челния опит на Вернер Форсман, който през 1929 г. си прави експеримента да вкара през вена на ръката си 60-сантиметров гумен катетър до дясното си предсърдие. През 1941 г. (годината, когато Курнан получава американско гражданство) Курнан и Ричардс извършва първата катетеризация върху човек и успяват да измерят кръвното налягане в сърцето и белодробната артерия, обема на изтласкваната кръв и съдържанието на кислород и въглероден двуокис в кръвта. За тези си постижения тримата – Курнан, Ричардс и Форсман – си поделят през 1956 г. Нобеловата награда за физиология или медицина.
През следващите години Курнан извършва множество катетеризации на деца с порок на сърцето с цел диагностика и избор на метод на лечение. От 1945 г. е доцент, от 1951 г. е професор, а от 1964 г. – емеритус професор в Колумбийския университет. Член е на Американската академия на науките и почетен член на Британското кралско научно дружество.